# Ван Січжи
Ван Січжи (王羲之, 303 —361) — китайський каліграф, письменник, поет часів Династії Цзінь.

## Життєпис
Походив з впливового аристократичного клану Ван, відомого з VIII ст. до н.е. Народився у 303 році у м. Лан'е (сучасна провінція Шаньдун). Походив з родини спадкових каліграфів. Засновником династії був Ван Чжен(дід Ван Січжи), який займав високі посади при династії Цзінь і першим уславив рід Ван своїм каліграфічним мистецтвом. Серед його синів четверо увійшли в історію китайської каліграфії, а саме Ван Дунь (дядько Ван Січжи), Ван Дао (дядько Ван Січжи), Ван Куан (батько Ван Січжи) і Ван І (дядько Ван Січжи).
Батько Ван Січжи Ван Куан помер, коли той був ще юнаком. Навчанням юнака займався його дядько Ван І, син якого Ван Маочжі був відомим серед сучасників каліграфом. Родина Ван володіла великою колекцією творів мистецтва, зокрема зразків каліграфії попередніх династій. У Ван Січжи була рідкісна зорова пам'ять: з першого погляду він міг повторити стиль будь-якого каліграфічного твору. Іншим наставником Ван Січжи в каліграфії була пані Вей-фужень, майстер почерку бафень.
Згодом Ван Січжи обіймав високі посади при дворі Цзінь. Втім бажання цілком присвятити себе творчості зрештою взяло гору над кар'єрними намірами, і він, відмовившись від міністерської посади, подав у відставку. Останні роки життя припадають на правління імператора Му. Ван Січжи поселяється в околицях містечка Шаньінь в області Гуйцзі (сучасний повіт Шаосин, провінція Чжецзян). Тут він й помер у 361 році.

## Каліграфія
Про творчість Ван Січжи можна судити лише по копіях, більшість з яких належить до копій типу шуан-гоу ко-тянь, коли через кальку обводиться контур, який потім заповнюється тушшю. Каталог 1120 року «Сюань-хе шупу» наводить дані вже тільки про 243 твори майстра. Вже до кінця династії Мін оригіналів Ван Січжи залишалося так мало, що колекціонери платили за них неймовірні суми. Розрізняють ранній і зрілий стилі каліграфа, при цьому рубіж між ними припадає на середину 40-х років IV ст.
Збереглися копії листів Чу юе ті (музей провінції Ляонін), копії трьох листів, змонтованих в один сувій Пін ань, Фенжу, Фен цзюйсань ті (музей Гугун, Пекін), три листи Сань-луань те, Ер Се те, Де ши те (Імператорське зібрання, Японія), копія листа Юань гуань те 远 官 帖 (музей Гугун).
Твір Куайсюе шицин ті («Лист після снігопаду») тривалий час вважався оригіналом майстра, але експертиза підтвердила копійние характер цієї роботи. Видатним зразком пензля Ван Січжи є добірка 24 листів Шици те, що дійшла в різних варіантах відбитків. Усі листи виконані почерками сіншу або цаошу. Шедевром статутного листа Ван Січжи вважається твір Хуантін цзин («Канон Жовтого палацу»), який зберігся дотепер лише у відбитках.
Відома передмова до збірки віршів «Ланьтін ши» («Вірші Павільйону орхідей»), яке увійшло в історію китайської каліграфії під назвою «Ланьтін сюй» написано почерком сіншу, в якому Ван Січжи досяг досконалості. Твір складається з 28 стовпців і включає 324 ієрогліфи.

## Твори
Твори з теорії каліграфії самого Ван Січжи не збереглися, але уривки з них широко цитуються авторами періоду династії Тан. В них каліграф часто використовував військову термінологію. Асоціації з військовим мистецтвом мали визначальне значення, особливо на початковій стадії формування каліграфічної естетики. Найбільш значущим з них є есе «Саньюе саньжи Лань-тін шисюй» («Передмова до віршів, [написаним в] Павільйоні орхідей [під час Свята] 3-го дня 3-го місяця»). Воно передбачалося як преамбула до антології «Лань-тін ши» — «Вірші Павільйону орхідей». Інший відомий трактат — «Біцзин» («Канон пензлів» або «Основне про пензель»). У ньому перераховуються різні види пензлів для письма (бі) починаючи з епохи Хань, дається опис їх конструктивних особливостей і способів застосування.
Значну частину творчої спадщини Ван Січжи складають прозаїчні твори різних літературних жанрів, перш за все епістоли (листи до друзів).
Збереглося усього 3 його вірши: поетичне послання «Так Сюй Сюнь ши» («Відповідаю Сюй Сюню») і «Лань-тін ши ершоу» ("Два вірші [з] «Павільйону орхідей») — експромти на честь організованого ним в 353 року Свята 3-го дня 3-го місяця. Відома також ода «Юн бі фу» («Ода [про] способи вживання пензля [для письма]») — поетична варіація трактату «Біцзин».

## Родина
Його дружина пані Сі Фужень належала до відомого каліграфічного клану Сі, і вважалася обдарованим каліграфом, у зв'язку з чим її ім'я згадується у творах з історії каліграфії.
Ван Сінжи мав було сім синів і одна дочка. Більшість синів Ван Січжи стали відомими каліграфами, зокрема, Ван Нінчжи, Ван Вейчжи, Ван Цаочжи, Ван Хуаньчжи, Ван Сяньчжи.